# Вълчо Химирски
Вълчо Петков Химирски е деец на БРП (к). Участник в Съпротивителното движение по време на Втората световна война, командир на Партизански отряд „Дядо Вълко“.

## Биография
Вълчо Химирски е роден на 15 февруари 1907 г. в с. Върбица, Белослатинско. Завършва прогимназия в село Габаре. Влиза в средното механотехническо училище в гр. Бяла Слатина, където негова класна ръководителка е Вела Пискова. След организирана от него и от други ученическа стачка е изключен от училището през учебната 1925 – 1926 г., но впоследствие е приет условно и завършва през 1927 г. с намалено поведение. Още като ученик е активен член на БКМС.
Работи като машинист на вършачка в с. Галиче и с. Липница. Учредява организация на Работническата партия в с. Върбица. Машинист на мелнична воденица, машинен техник в дърводелната фабрика „Вита“ и фабрика „Сила“ в гр. Тетевен (1928 – 1932). От 1931 г. е член на Околийският комитет на БКП в Бяла Слатина. Арестуван за политическа дейност и интерниран в гр. Петрич през март 1933 г. Успява да избяга и води нелегален начин ан живот. Избран е за член на Червенобрежкото ръководство на БРП (к). По негово поръчение изпълнява задачи в София. Арестуван и лежи във Врачанския затвор, откъдето е освободен поради липса на доказателства. От 1940 до 1941 г. е секретар на ОК на БКП в Червен бряг.
Участва в Съпротивителното движение по време на Втората световна война. Преминава в нелегалност, става партизанин от 25 август 1941 г. Организатор на Върбишката и Сухашката партизанска чета. Командир на Партизански отряд „Дядо Вълко“. Осъден задочно на смърт по ЗЗД (1944).
След 9 септември 1944 г. участва във войната срещу Германия. Командир на гвардейска дружина в състава тридесет и пети врачански пехотен полк, с който участва във Втората световна война.
След войната работи в Окръжния комитет на БКП във Враца. Стопански ръководител в Червен бряг и София. От 1951 г. е офицер в БНА. Военно звание полковник. Служи в Политическия отдел на Генералния щаб. Излиза в запаса след 6 години служба. От 1960 до 1966 г. е председател на Общинския народен съвет в с. Габаре. Избиран е за окръжен съветник. Член на Бюрото на Централната контролно-ревизионна комисия на БКП от 1966 г. и същевременно председател на Окръжната контролно-ревизионна комисия на БКП във Враца. През 1969 г. е повишен в звание генерал-майор от запаса. Автор е на издадената посмъртно мемоарна книга „Веслецът бунтовно запя“, С., 2007.
Награждаван е със званието „Герой на социалистическия труд“ (указ № 661 от 18 март 1982), 2 пъти с орден „Георги Димитров“, с орден „Народна република България“ I ст. и орден „9 септември 1944 г.“ I ст.

## Семейство
Има 2 синове:
- Красин Химирски (1938) – дипломат и поет
- Емил Химирски – доцент по „МИО“, УНСС